# Photin
Photin, évêque de Sirmium (Pannonie) était un disciple de Marcel d'Ancyre. Il fut l'objet des Conciles de Sirmium.